# 则拉宗
则拉宗（藏語：རྩེ་ལ།，威利转写：rtse la），又作则刚、孜岗等，是西藏历史上所设的宗之一，位于今西藏自治区林芝市巴宜区一带。因其归属工布地区，故又习称工布孜岗。
则拉宗在藏巴汗时期已是一个较大的宗。在甘丹颇章政权成立后，为西藏政府所辖十个主要宗之一。1960年则拉宗被撤销，以其西南部改米林县，东北部则与觉木宗东部、德木宗合为林芝县。